# Trampolini del Kanzlersgrund
I Trampolini del Kanzlersgrund (nome ufficiale, in tedesco: Schanzenanlage im Kanzlersgrund) sono un complesso di due trampolini situato a Oberhof, in Germania: il trampolino lungo Hans Renner (Hans-Renner-Schanze) e il trampolino normale Rennsteig (Rennsteigschanze).

## Storia
Aperto nel 1959, il trampolino lungo Hans Renner ha ospitato numerose tappe della Coppa del Mondo di salto con gli sci; il trampolino normale Rennsteig, aperto nel 1985, ospitò invece una sola tappa, nel 1989, in sostituzione di quella originariamente prevista sullo Hans Renner. Il complesso è stato inoltre teatro di numerose edizioni dei Campionati tedeschi orientali di sci nordico.

## Caratteristiche
Il trampolino lungo HS140 Hans Renner ha il punto K a 120 m; il primato di distanza appartiene al finlandese Anssi Koivuranta (147 m nel 2005). Il trampolino normale HS100 Rennsteig ha il punto K a 90 m; il primato di distanza appartiene al tedesco Wolfgang Bösl (106 m nel 2014).